# Ашыглы
Ашыглы (азерб. Aşıqlı) — село в Гёйгёльском районе Азербайджана. Село Ашыглы является центром Ашыглинского муниципалитета.

## Население
Население села Ашыглы по данным на 2009 составляла 1367 человек. Численность всего муниципалитета вместе с сёлами Кёшкю и Учбулаг — 2054 человека.